# État de Malte
Pour les articles homonymes, voir Malte (homonymie).
1964–1974
Entités précédentes :
- Colonie de Malte et dépendances

Entités suivantes :
- République de Malte

L'État de Malte (en anglais : State of Malta ; en maltais : Stat ta’ Malta), communément appelé Malte, est le prédécesseur de l'actuelle république de Malte. Il a existé entre le 21 septembre 1964 et le 13 décembre 1974.

## Histoire
La colonie de Malte obtient son indépendance du Royaume-Uni en 1964, en vertu de la loi sur l'indépendance de Malte votée par le Parlement britannique. Selon la Constitution de Malte, adoptée par un référendum en mai de la même année, la reine Élisabeth II du Royaume-Uni reste chef de l'État, avec le titre de reine de Malte (en maltais : Reġina ta' Malta). Les pouvoirs constitutionnels du monarque sont délégués au gouverneur général de Malte.
Deux personnes occupent successivement cette fonction :
1. Sir Maurice Henry Dorman (21 septembre 1964 – 4 juillet 1971) ;
2. Sir Anthony Mamo (4 juillet 1971 – 13 décembre 1974).

Entre 1964 et 1974, deux Premiers ministres (chefs du gouvernement) se succèdent :
1. Giorgio Borg Olivier (21 septembre 1964 – 21 juin 1971) ;
2. Dom Mintoff (21 juin 1971 – 13 décembre 1974).

Durant cette période, Élisabeth II se rend une fois à Malte, en novembre 1967.
Le 13 décembre 1974, à la suite d'amendements apportés à la Constitution par le gouvernement travailliste de Dom Mintoff, la monarchie est abolie et Malte devient une république au sein du Commonwealth, la fonction de chef d'État étant confiée à un président nommé par le Parlement. Sir Anthony Mamo devient le premier président de Malte.